# Hoya filiformis
Hoya filiformis är en oleanderväxtart som beskrevs av Rechinger. Hoya filiformis ingår i släktet Hoya och familjen oleanderväxter. Inga underarter finns listade i Catalogue of Life.